# 탈리사 소토
탈리사 소토(Talisa Soto, 1967년 3월 27일 ~ )는 미국의 배우, 모델이다.

## 출연 작품
- 007 살인면허 (1989) - 루페 라모라 역
- 모탈 컴뱃 (1995) - 키타나 공주 역
- 모탈 컴뱃 2 (1997) - 키타나 공주 역
- 엑스 대 세버 (2002)
- 엘리시움 (2013)